# Албула
 Тази статия е за реката в Швейцария.  За прохода вижте Албула (проход).  За реката в Италия вижте Тибър.
Албула (на немски: Albula) е река в Източна Швейцария с дължина 35 km.
Тя извира в Алпите от прохода Албула, северно от Сен Мориц, преминава през кантона Граубюнден и се влива в Хинтерхайн, една от реките, образуващи Рейн. Водосборният басейн на Албула е с площ 950 km², а средният дебит при устието е 29,1 m³/s.